# Benjamin Vincent
 (juillet 2009).
Si vous disposez d'ouvrages ou d'articles de référence ou si vous connaissez des sites web de qualité traitant du thème abordé ici, merci de compléter l'article en donnant les références utiles à sa vérifiabilité et en les liant à la section « Notes et références ».
Benjamin Vincent, né le 28 février 1969, est un journaliste français de radio et de télévision.

## Biographie
Benjamin Vincent fait ses premiers pas dans la presse écrite au sein de l'hebdomadaire Le Journal du dimanche en 1989. Diplômé de l'École supérieure de journalisme de Lille en 1992 (spécialité « radio »), il remporte la bourse Lauga d'Europe 1, ex-aequo avec Christophe Delay.
Après son service militaire, il rejoint en 1994 l'équipe qui va lancer, autour d'Axel Duroux, RTL2 (d'abord baptisé RTL1). En 1998, il participe au lancement de L'Équipe TV, chaine de télévision d'information sportive concurrente d'InfoSport en présentant le deuxième journal télévisé de la chaîne. À l'été 2002, il crée son entreprise et lance Mac Info, un hebdomadaire consacré au monde lié aux produits d'Apple Inc..[réf. nécessaire]
En mars 2003, dix ans après avoir quitté Europe 1, il revient rue François 1er. En décembre, il est l'un des rares journalistes français à se trouver en Irak le jour où Saddam Hussein est capturé.
Il réalise parallèlement des reportages pour C dans l'air, une émission diffusée sur France 5 et produite par Maximal Productions.
En 2005, à l'arrivée de Jean-Pierre Elkabbach à la présidence d'Europe 1, il devient le spécialiste des nouvelles technologies au sein de la rédaction de la station. Il est nommé rédacteur en chef « numérique » en novembre 2006. Pendant trois ans, il coprésente une émission hebdomadaire d'une heure, sur la high-tech, Générations Europe 1 - nouvelles technologies d'abord en trio avec Pierrick Fay et Catherine Nivez, puis en duo avec Pierrick Fay. 
En parallèle, à la rentrée 2007, il renoue avec la télévision, en rejoignant l'équipe de chroniqueurs de Revu et corrigé présentée par Paul Amar sur France 5, en tant que spécialiste du Web.
À la rentrée de septembre 2008, Benjamin Vincent devient présentateur des journaux dans le 5 h - 7 h d'Europe 1 en semaine, avec Jean-Michel Dhuez. En mai 2009, il lance avec Pierrick Fay le site Teknologik consacré à la high-tech. Pendant la saison 2008/2009, Benjamin Vincent assure une chronique consacrée à Internet dans Médias, le magazine, une émission de télévision hebdomadaire sur les médias présentée par Thomas Hugues sur France 5.
À l'été 2009, après avoir coprésenté avec Véronique Mounier un pilote non retenu pour une émission quotidienne en access prime-time sur France 5 finalement confiée à Alessandra Sublet avec C à vous, il rejoint la tranche 12 h - 14 h de la chaîne d'information en continu i>Télé pour y animer Le forum de l'info aux côtés de Maya Lauqué du lundi au vendredi de 12 h à 14 h[réf. nécessaire] jusqu'à son départ de la chaîne en janvier 2010 « d'un commun accord ».
À partir de mars 2010, il anime un magazine mensuel de 26 minutes sur LCP-AN. Produit par 3e Œil, Tout dépend 2 emmène une personnalité politique de premier plan à la rencontre successive de deux jeunes. En octobre 2010, il présente sur la chaîne TMC le magazine SOS vies en danger.
A l'été 2013, il présente une tranche d'info en duo sur BFM TV.
Le 19 septembre 2013, il lance OUATCH TV (“la chaîne de tous les écrans“), la première chaîne de télévision consacrée à l'actualité Tech (mobilité, jeux vidéo, production audio et vidéo, loisirs numériques, actualités Apple et Android) et à l'art de vivre (cuisine, automobile, cinéma, art contemporain). D'abord diffusée uniquement sur le Digital (Dailymotion, Wat.tv, YouTube ainsi que via les apps iPhone, iPad et Android), la chaîne arrive sur les Box des opérateurs Internet avec un canal dédié, à la rentrée 2014 : SFR, Free, Orange et Bouygues Telecom. Les programmes sont composés d'une quinzaine d'émissions de 26 et 52 minutes, produites en direct pour la plupart puis multi-diffusées, et de formats courts. En janvier 2018, OUATCH TV est également à l'origine d'une première mondiale depuis le CES de Las Vegas : la production et la diffusion d'un marathon de 24 heures de direct non stop depuis un plateau installé au Sands Expo, au-dessus de l'Eureka Park qui accueille les start-ups et notamment la French Tech. Plus de 140 invités se succèdent pendant 24 heures. L'opération est renouvelée en janvier 2019. Bien qu'elle ait été aussi pensée pour le digital dès le départ, la chaîne dont le modèle économique reposait sur la diffusion linéaire, s'arrête à l'automne 2019.
De 2013 à 2015, il participe, en tant que chroniqueur et consultant au JTNT, le Journal des Nouvelles Technologies, présenté par Antoine Fonteneau sur TV5 Monde et à ses bonus.
Parallèlement, en octobre 2015, il est nommé rédacteur en chef vidéo du Figaro.fr pour conseiller le groupe Le Figaro dans la création de son nouveau média vidéo, Figaro Live, lancé en mars 2017. Le projet va nécessiter la construction de deux nouveaux plateaux TV, la création d'une trentaine de programmes (du format court au talk), le recrutement de plusieurs journalistes pour renforcer l'équipe vidéo et l'accompagnement de plusieurs centaines de journalistes du groupe. Il y reste jusqu'en avril 2018 et à son retour à la tête de OUATCH TV à plein temps.
Après l'arrêt de OUATCH TV, il crée OUATCH Audio et revient à ses premières amours : l'audio et la production de podcasts natifs, notamment les podcasts “iWeek, la semaine Apple" ("iWeek" existait déjà, en tant qu'émission de télévision, sur OUATCH TV), "la quotidienne iWeek" puis "iWeek Express" qu'il présente et “Courage au coeur et sac au dos“, une série en neuf épisodes présentés par Nathalie Levy : des interviews dans le prolongement de son livre éponyme, autour des liens transgénérationnels entre petits-enfants et grands-parents.
A l'été 2021, il présente la tranche d'info de la mi-journée sur LCI.
En septembre 2021, il devient chroniqueur sur France Info (radio), expert en nouvelles technologies, et présente "Nouveau Monde" (le dimanche puis le samedi et le dimanche depuis la rentrée 2023). Il intervient aussi régulièrement dans les journaux en cas de forte actualité (depuis le CES à Las Vegas, l'IFA à Berlin, Viva Technology à Paris, etc) ou encore dans France Info Junior.
Depuis février 2022, il apparaît régulièrement dans Télématin en tant que chroniqueur pour la rubrique « Demain » consacrée aux innovations qui peuvent changer nos vies, en alternance avec Anicet Mbida. 

### Distinction
L'un de ses reportages en Irak pour Europe 1, consacré aux déchets radioactifs d'El Tuéssa, est couronné par le 1er prix de la fondation Alexandre Varenne en 2003.[réf. souhaitée]